# Riska
Riska (mađ. Röszke) je pogranično veliko selo na jugoistoku Mađarske.
Površine je 36,63 km četvorna.

## Zemljopisni položaj
Nalazi se na jugoistoku Mađarske, na granici s Vojvodinom, Srbija. Rijeka Tisa je 4 km jugoistočno. Horgoš je jugozapadno, Ralma je zapadno-sjeverozapadno, Domaszék je sjeverozapadno, sjeverno je Družma, sjeveroistočno su Szentmihály, Segedin, istočno-sjeveroistočno su Jalova i Sirik. Jugoistočno je Đala, a južno jugoistočno Martonoš.

## Upravna organizacija
Upravno pripada segedinskoj mikroregiji u Čongradskoj županiji. Poštanski je broj 6758.

## Povijest
1950. je godine upravno je izdvojena iz Segedina, te s još nekim dotadašnjim dijelovima Segedina (okruzi - kapitányság, dio okruga Feketeszéla, dio okruga Nagyszéksósa kapitányság te okrug Riska) formirana kao upravno samostalno selo.

## Promet
Kroz Risku prolazi željeznička pruga koja povezuje Suboticu i Segedin. U selu je željeznička postaja. Sjeverno od Riske prolazi državna cestovna prometnica br. 5, a sjeverozapadno autocesta E75 (M5). 

## Stanovništvo
2001. je godine u Risci živjelo 3274 Riskanca i Riskankinja, većinom Mađara te nešto malo Rumunja i Srba.

## Poznate osobe
- Sándor Rózsa

## Vanjske poveznice
- Službene stranice